# Bonndorf (Überlingen)
Bonndorf ist ein Ortsteil der Großen Kreisstadt Überlingen im westlichen Bodenseekreis im südlichen Baden-Württemberg. Der Ort liegt etwa sieben Kilometer nordwestlich von Überlingen im Übergangsbereich der Landschaften Linzgau und Hegau.

## Geographie
Das ursprünglich aus einer Streusiedlung entstandene und später als Straßendorf gewachsene Bonndorf liegt, auf etwa halben Weg zwischen Stockach und Überlingen, in einer Talmulde nördlich des Sipplinger Bergs und des Landschaftsschutzgebiets Köstenerberg, rund zwei Kilometer nordöstlich von Ludwigshafen im Landkreis Konstanz entfernt. Zusammen mit den benachbartem Nesselwangen, ist Bonndorf Teil des Landschaftsschutzgebiets Bodenseeufer. Die Gemarkung des Dorfes grenzt im Westen und Norden an die Kreisgrenze vom Bodenseekreis zum Landkreis Konstanz und somit zur Regierungsbezirksgrenze Freiburg (Landkreis Konstanz) / Tübingen (Bodenseekreis). Südlich des Dorfes verläuft die Bundesstraße 31 (Stockach – Überlingen).
Benachbarte Gemeinden oder Ortschaften sind (nördlich beginnend im Uhrzeigersinn): Mahlspüren im Tal (zu Stockach), Seelfingen (zu Stockach), Billafingen (zu Owingen), Nesselwangen (zu Überlingen), Sipplingen, Ludwigshafen (zu Bodman-Ludwigshafen) und Winterspüren (zu Stockach).
Bonndorf ist die westlichste Gemeinde im Bodenseekreis und der Flächenmäßig größte Ortsteil von Überlingen. Mit etwa sieben Kilometern ist er außerdem der am weitesten entfernte Ortsteil der Stadt. Zur 1103 Hektar großen Gemarkung Bonndorf selber gehören die Höfe und Weiler: Buohof, Eggenweiler, Fuchsloch, Haldenhof, Helchenhof, Kaienhof, Negelhof, Talmühle und Walpertsweiler.

## Geschichte

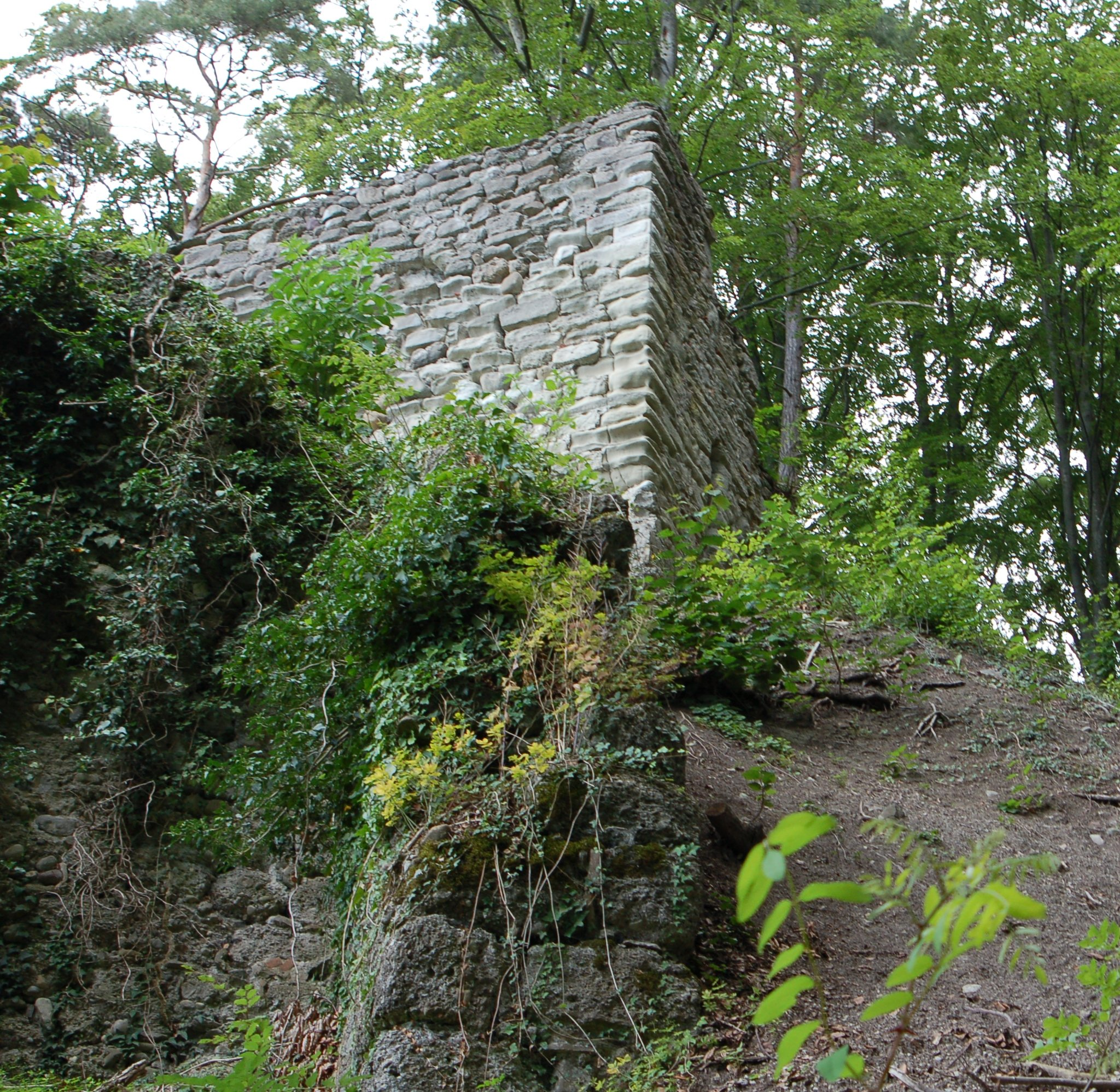
Die Ruine Althohenfels südlich des Bonndorfer Haldenhofs

In einer Urkunde des Klosters St. Gallen wurde im Jahr 800 ein „Pondorf“ genannt. Bei dieser Erwähnung wird aber vermutet, dass es sich um Bonndorf im Schwarzwald handelt, da um diese Zeit auch andere Südschwarzwälder Orte erstmalige Erwähnung fanden, darunter Schwaningen (766), Weizen (778), Ewattingen (797 mit Galluskirche), Grimmelshofen (809), Rötenbach (819) und Löffingen (819).
Wohingegen die meisten Orte, die im 8. Jahrhundert um das Überlinger Bonndorf, entweder einige Zeit vor dem Jahr 800 urkundlich genannt wurden, darunter u. a.: Dettingen (730), Bodman (759), Eigeltingen (764), Überlingen (das 770/773 ebenfalls in einer St. Galler Urkunde erstmals erwähnt wurde und auch Sitz einer Galluskapelle war), Hoppetenzell (777) und Singen (787). Oder erst weit nach dem Jahr 800, u. a.: Radolfzell (826), Nenzingen (839), Litzelstetten (839), Wahlwies (839), Güttingen (860) oder Möggingen (860).
Die erste, nachvollziehbare Nennung Bonndorfs datiert auf die Zeit um 1134/37, als Edelfreie des Ortes in Erscheinung traten. Auch das zu Bonndorf gehörende Walpertsweiler ist durch eine Gründungsschenkung an das damalige Kloster Salem im Jahr 1134 nachweisbar. In der folgenden Zeit war Bonndorf im Besitz des Konstanzer Domkapitels (um 1383; der Hof Blockenlo heute als Wüstung erhalten) und später in dem der Herren von Alt-Hohenfels, deren Burg, auf einem Sporn, unterhalb der 1479 bezeugten Ansiedlung Haldenhof (südlich von Bonndorf), nordwestlich von Sipplingen lag und heute nur noch als Ruine erhalten ist. Nach der Aufteilung der Herrschaft Alt-Hohenfels kam Bonndorf (mit dem Nachbarort Nesselwangen) im 15. Jahrhundert an das Heilig-Geist-Spital der Reichsstadt Überlingen und verblieb bis 1802/03 in dessen Besitz. Die Hohe Gerichtsbarkeit lag während dieser Zeit bei der Landgrafschaft Nellenburg (Vorderösterreich). Neben Bambergen, Denkingen, Sernatigen (heute Ludwigshafen) und Sohl (bei Großschönach) war Bonndorf Sitz eines Überlinger Spitalamtes. Ab 1803 war Bonndorf eigenständige Gemeinde im badischen Bezirksamt Überlingen (ab 1939 Landkreis).
Zusammen mit Nußdorf wurde Bonndorf zum 1. Januar 1975 nach Überlingen eingemeindet. Die Gemeinde Bonndorf legte aber am Staatsgerichtshof für das Land Baden-Württemberg Klage gegen die Eingemeindung ein, was die Eingliederung um kurze Zeit verzögerte. Nach der, für Bonndorf negativen Entscheidung des Gerichtshofs wurde der Ort schließlich zum 3. April 1976 offiziell der, bis heute letzte Ortsteil der Stadt Überlingen.

## Politik
Durch die Eingemeindung nach Überlingen wurden das Amt des Bürgermeisters und der Gemeinderat durch einen Ortsvorsteher und den Ortschaftsrat ersetzt. Derzeitiger Ortsvorsteher ist Dominik Schatz.

### Wappen
Das Bonndorfer Wappen zeigt in Vierung aufgeteilt folgende Felder: 1. Grün und Silber geteilt; 2. und 3. Blau ausgefüllt und 4. Gelb mit Doppelkreuz. In der Mitte befindet sich ein rotes Herzschild mit drei (in 2:1) silbernen Ringen.

### Einwohnerentwicklung
Die Zahlen von 1852 bis 1970 beruhen auf Volkszählungsergebnissen.
| Jahr          | 1852 | 1871 | 1880 | 1890 | 1900 | 1910 | 1925 | 1933 | 1939 | 1950 | 1956 | 1961 | 1970 | 2014  |
| Einwohnerzahl | 458  | 438  | 445  | 463  | 414  | 381  | 366  | 335  | 301  | 380  | 364  | 354  | 348  | 555   |
| Quelle        |      |      |      |      |      |      |      |      |      |      |      |      |      | [ 4 ] |

## Religion

### St. Pelagius
Im katholisch geprägten Bonndorf gibt es eine Pelagiuskirche. Sie entstand wohl aus der „Eigenkirche“ der örtlichen Edelfreien im 12. Jahrhundert. Die Kirche blieb, wie der Ort selber, ab dem 15. Jahrhundert bis 1803 im Besitz des Überlinger Spitals. Im Jahr 1559 wurde sie erstmals mit dem Patrozinium der heiligen Pelagius und Verena erwähnt. Die Kirche bildete eine eigene Pfarrei, zu denen mehrere Nachbarorte gehörten. Heute ist sie Teil der Pfarrei Sipplingen.
Bei dem Kirchenbau handelt es sich (zumindest bei dem Kirchturm) um eine der wenigen Wehrkirchen im Linzgau. Sie besitzt einen sechsgeschossigen, frühgotischen Turm, der einige Schlüsselscharten enthält sowie einen, aus dem 14. Jahrhundert stammenden, gotischen Chor. Nachdem sie im Dreißigjährigen Krieg schwer beschädigt wurde, erfuhr sie im späten 17. Jahrhundert erhebliche Umbauten. Während einer Renovierung im Jahr 1956 erhielt St. Pelagius Glasfenster, die vom Ulmer Glasmaler Wilhelm Geyer entworfen wurden. Eine Instandsetzung des frühgotischen Turmes erfolgte 1977.

### St. Johann
Das zu Bonndorf gehörende Walpertsweiler besaß eine Johanneskirche, die durch das Kloster Salem im 12. Jahrhundert errichtet wurde und später in Überlinger Spitalbesitz war. Im Jahr 1876 wurde die baufällige Pfarrkirche St. Johann abgerissen und nicht ersetzt.

## Verkehr
Südlich von Bonndorf verläuft die Bundesstraße 31n, die wenige Kilometer weiter westlich bei Stockach in die A98 übergeht. Aus Richtung Überlingen erreicht man das Dorf über die Kreisstraße 7786 und vom nahegelegenen Ludwigshafen am Bodensee über die K6174, die nach der Landkreisgrenze als K7787 weitergeführt wird. Von Bonndorf aus, führt die K7773 nach Süden, wobei eine Abzweigung zu den Aufbereitungsanlagen der Bodensee-Wasserversorgung auf dem Sipplinger Berg führt. Die K7773 endet am Haldenhof.
Bonndorf ist an den Bodensee-Oberschwaben Verkehrsverbund (bodo) angeschlossen und von Überlingen aus mit dem Bus bzw. mit dem Anruf-Sammeltaxi zu erreichen.

## Sehenswürdigkeiten

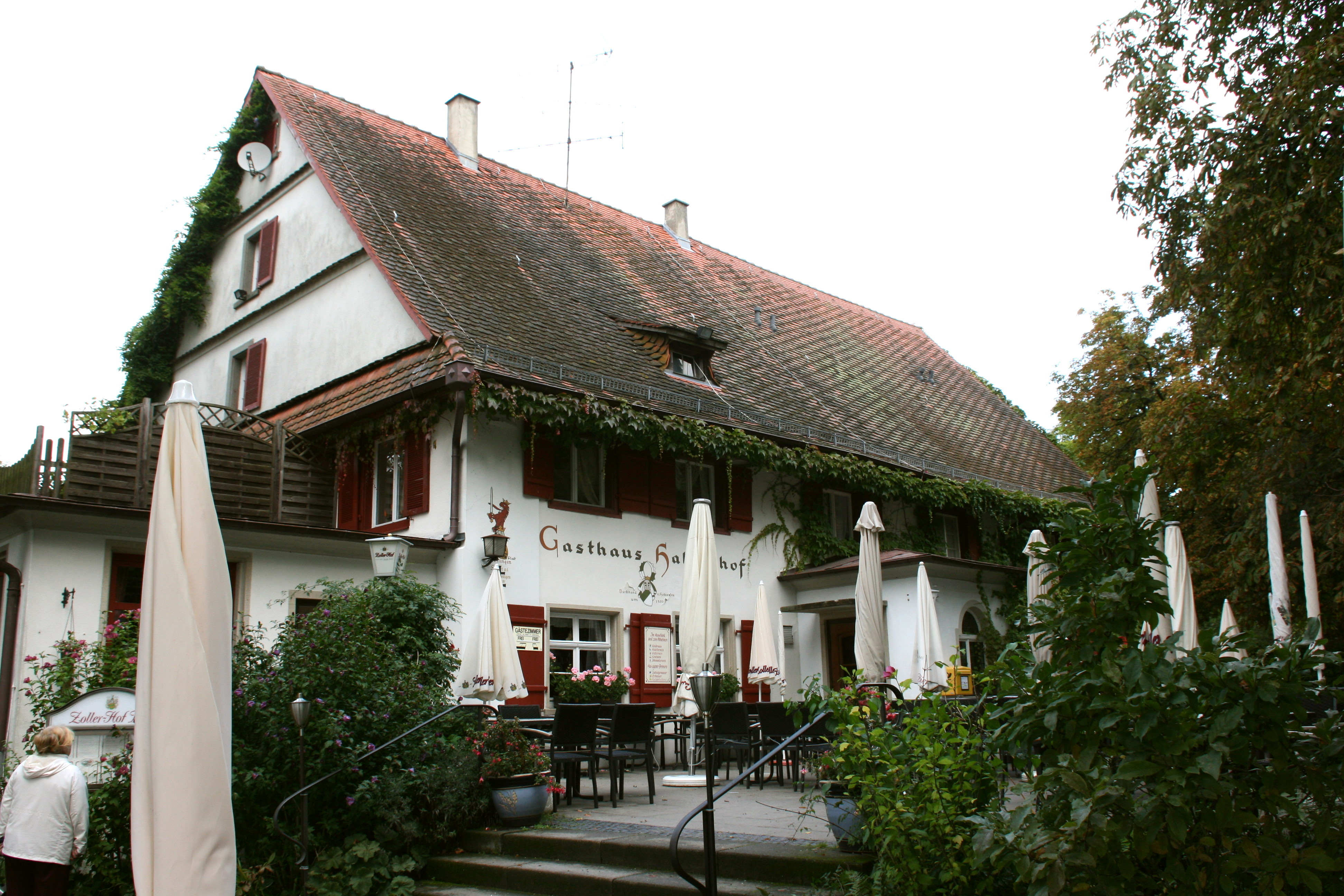
Der Haldenhof

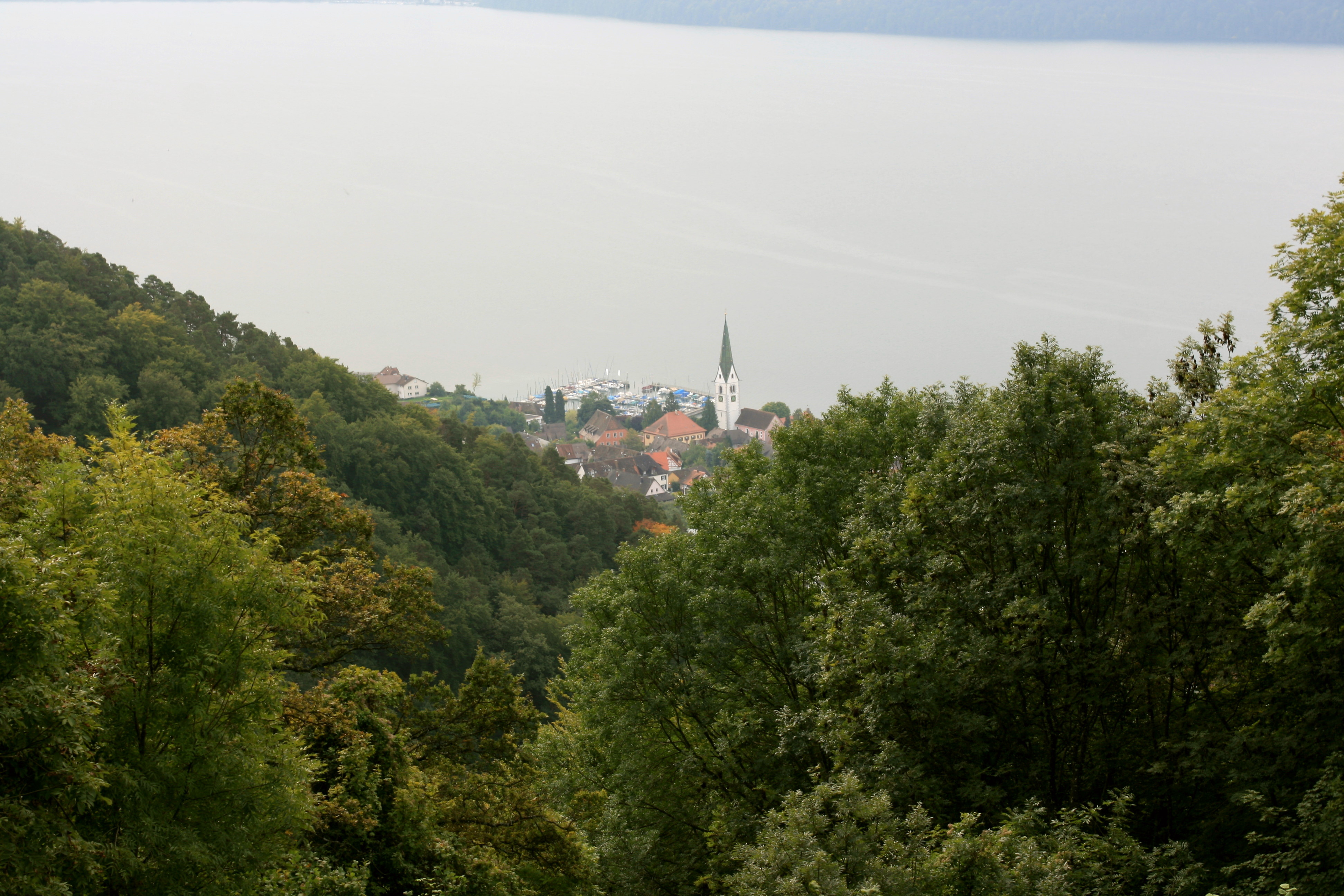
Blick vom Haldenhof auf Sipplingen

### Hildegardlärche
Im Wald zwischen Bonndorf und dem Haldenhof steht die Hildegardlärche, sie ist 45 Meter hoch und hat einen Stammumfang von 5,17 Metern. Durch das Deutsche Baumarchiv wurde sie 2012 als „Deutschlands mächtigste Lärche“ gekürt. Die Hildegardlärche gilt als das Wahrzeichen Bonndorfs.

### Haldenhof
Der Bonndorfer Wohnplatz Haldenhof (1479 uf der halden) entstand als Wirtschaftshof der Burg Althohenfels und befindet sich rund zwei Kilometer südlich des Dorfes auf dem Sipplinger Berg. Seit dem 15. Jahrhundert war er im Überlinger Spitalbesitz. Durch den aufkommenden Tourismus im 19. Jahrhundert entwickelte sich der Hof zum Ausflugsziel, da man hier von einem Aussichtspunkt (auf etwa 640 m Höhe) einen weiten Blick über den Überlinger See bis zur Insel Mainau und weiter über den Obersee und den Schweizer Seerücken zu den Alpen hat. Der Haldenhof blieb auch nach der Reichsstadtzeit im Besitz der Stadt Überlingen und wurde in den 1930er Jahren zum „Höhengasthaus“ ausgebaut.

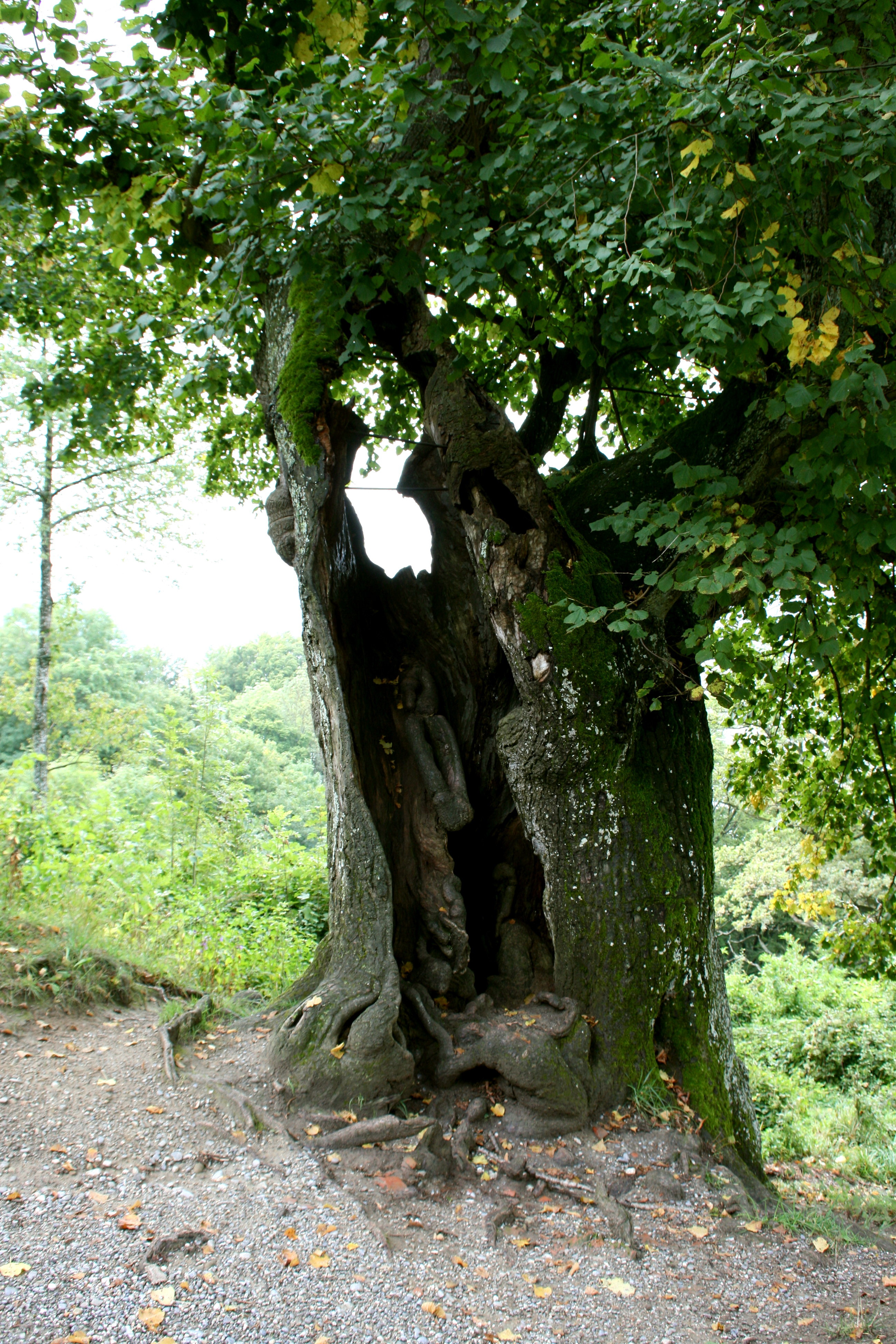
Burkhartslinde (2010)

### Burkhartslinde
Die mehrere 100 Jahre alte Burkhartslinde (auch Burkhardslinde) steht nahe beim Haldenhof, am Weg vom Gasthaus zum Aussichtspunkt, direkt an der Hangkante. Der als Naturdenkmal (Kennung 84350590017) eingetragene Baumveteran ist benannt nach dem, im 13. Jahrhundert auf der nahen Spornburg ansässigen, Minnesänger Burkhart von Hohenfels. Dem Volksmund nach soll Burkhart unter der Linde seine Gedichte und Balladen erdacht haben.
Sollte es sich bei der heutigen Linde noch um den ursprünglichen Sängerbaum handeln, so wäre sie demzufolge schon weit über 800 Jahre alt. Das geschätzte Alter des Baumes liegt jedoch bei 450–500 Jahren. Von dem ehemals monumentalen Baumriesen ist nur noch ein weitgehend hohler und wenig beasteter Stammtorso erhalten, der jedoch immer noch austreibt. Messungen im Jahr 1995 ergaben einen Umfang von 6 m bei einer Höhe von 17 m.
Am 27. Juni 2024 wurde der Baum vom Kuratorium Nationalerbe-Baum der Deutschen Dendrologischen Gesellschaft zum Nationalerbe-Baum ausgezeichnet.

## Vereine
In Bonndorf sind folgende Vereine beheimatet:
- Freiwillige Feuerwehr (Gründung 1885)
- Gesangverein
- Musikverein (Gründung 1929)
- FC Bonndorf 1972 e. V.
- Narrenverein „Kaientroler“ Bonndorf e. V.

Für das Gemeindeleben steht ein Bürgersaal zur Verfügung.